# Пичугин, Николай Аристархович
Николай Аристархович Пичугин (11 (23) апреля 1843, Тамбов — 25 мая (7 июня) 1917, там же) — российский генерал-лейтенант, участник русско-турецкой войны 1877—1878 годов.

## Биография
Православный. Из московского дворянского рода Пичугиных.
Военное образование получил во Петербургском втором кадетском корпусе. В службу вступил 16 июня 1861 года во 2-ю гренадерскую артиллерийскую бригаду, командиром который был его отец — генерал-майор Аристарх Петрович Пичугин.
Во время Русско-турецкой войны был командиром батареи 36-й артиллерийской бригады, которая защищала Черноморское побережье.
22 апреля 1903 года был уволен от службы с мундиром и пенсией с производством в генерал-лейтенанты. Проживал в Московской гостинице в Тамбове. В 1914 году он делал пожертвования в пользу раненых и Красного креста в редакцию газеты «Русский Инвалид».
Скончался в Тамбове 25 мая 1917 года от порока сердца. 31 мая отпет в Христорождественском соборе. После отпевания его тело было перевезено в село Покровское-Марфино, где находилось его имение в близлежащей деревне Тарабеевке.
Похоронен в склепе около местной Покровской церкви. Впоследствии могила была разграблена, а надгробие уничтожено.
Его брат Пётр был полковником и героем Русско-турецкой войны 1877—1878.

## Семья
Сыновья:
- Пичугин Дмитрий Николаевич (26.10.1881 – 21.09.1932) — полковник. Служил в белых частях после 1918 года. Эмигрировал в Китай. Жил и умер в Харбине. Участвовал в : Русско-японской, Первой мировой, Гражданской войнах.
- Пичугин Аркадий Николаевич (06.10.1890 -?) — поручик, командующий 4-й саперной ротой 23-го саперного батальона.

## Чины
Прапорщик с 16.06.1861, 2-я Гренадерская Артиллерийская бригада
Подпоручик с 16.09.1864,
Поручик с 08.10.1866
Штабс-капитан с 30.09.1869, 18-я Артиллерийская бригада
Капитан с 29.12.1873
Подполковник с 18.12.1878, командир 2-й батареи 17-й артиллерийской бригады
Полковник с 30.08.1890, командир дивизиона 36-й артиллерийской бригады
Генерал-майор с 09.04.1900, командир 19-й артиллерийской бригады
Генерал-лейтенант в отставке с 22.04.1903